# ᚢ
| Namn             | Urgermanska        | Fornengelska       | Fornengelska       | Fornnordiska                                                    | Fornnordiska                    |
| ---------------- | ------------------ | ------------------ | ------------------ | --------------------------------------------------------------- | ------------------------------- |
| Namn             | *ūruz / *ūrą       | ūr                 | ȳr                 | úr                                                              | úr                              |
| Namn             | ”uroxe” / ”vatten” | ”uroxe”            | ?                  | ur(väder) / slagg                                               | ur(väder) / slagg               |
| Fuþark           | Äldre              | Anglofrisisk       | Anglofrisisk       | Yngre                                                           | Yngre                           |
| Fuþark           | 24-typig fuþark    | 28/33-typig fuþorc | 28/33-typig fuþorc | 16-typig fuþark                                                 | 16-typig fuþark                 |
| Runtyp           | –                  | –                  | –                  | Normal                                                          | Stungen                         |
| Ordningsföljd    | 2                  | 2                  | 27                 | 2₁                                                              | 2₂                              |
| Ätt              | Frejs ätt          | 1:a ätten          | 4:e ätten          | 1:a ätten                                                       | 1:a ätten                       |
| Form             |                    |                    |                    |                                                                 |                                 |
| Unicode          | ᚢ U+16A2           | ᚢ U+16A2           | ᚣ U+16A3           | ᚢ U+16A2                                                        | ᚤ U+16A4                        |
| Translitteration | u                  | u                  | y                  | u                                                               | y                               |
| Transkription    | u, ū               | u, ū, o            | y                  | u, o, y, ö w / v                                                | y, ö v                          |
| IPA              | [uː] (fil)         | [uː] (fil)         | [yː] (fil)         | [uː] (fil) [øː] (fil) [yː] (fil) [œː] (fil) [v] (fil) [w] (fil) | [yː] (fil) [øː] (fil) [v] (fil) |

ᚢ [ur] eller [u-runan] är den andra runan i futharkerna, återfunnen i äldre futharken, anglofrisiska futharken och yngre futharken, samt i de medeltida runorna, och hör till Frejs ätt (1:a rungruppen).
Det motsvaras i det latinska alfabetet av bokstaven U men bär även andra ljudvärden, särskilt i yngre futharken, där det motsvarar vokalerna: u, o, y och ö, samt konsonanterna: v och w, i det svenska alfabetet. Jämför vokalskiftena i till exempel bryt, bröt, brott, bruten som då alla stavas ᛒᚱᚢᛏ- (brut-) med yngre runor. Vad gäller v och w var dessa bokstäver inte utvecklade vid tiden för yngre runor, varav även latinska U (som även ritades V) kunde avge v- och w-ljud likt runan ur.
Runan uppträder också som 16:e bokstaven i det gotiska alfabetet (𐌿).

## Ursprung
Ursprunget för runan är oklart. Det förekommer redan på det äldsta runfyndet, Svingerudsstenen, vilken daterats till runt första århundradet efter Kristus (ca. 25–120 e.Kr.). 
En teori är att den härrör samma rot som latinska U och V, därtill även Y, då en fornitalisk variant av U () återfinns i stupad form .

## Varianter

### ᚣ [yr] – anglofrisiska runraden
Den anglofrisiska futharken hade en modifierad ᚢ-runa där ett vertikalt friliggande streck placerats i runans innandöme: ᚣ [yr], vilken höll ljudvärdet /y/ och motsvarade bokstaven y i det latinska alfabetet.
Dess position i den anglofrisiska runsekvensen skiljer sig mellan källor och standardiserades förmodligen aldrig, men idag är den generellt placerad på position 27.

### ᚤ [stungen ur] – stungna runraden

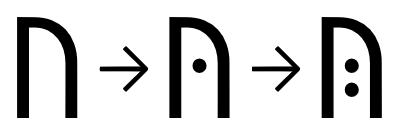
→ → [

På 1000-talet infördes en ny skrivregel för yngre futhark i form av stungna runor, vilket innebar att prickar (”sting”) kunde läggas till på runor för att ange ett sekundärt ljudvärde. Stungna runor är inte separata runor från sin grundform i futharksekvensen och har därmed samma ordningsföljd som sin omodifierade motsvarighet. I det medeltida runalfabetet, som följer den latinska sekvensen, har de istället positionen för sin motsvarande latinska karaktär.
ᚤ [stungen ur] bar i fornsvenskan i första hand ljudvärdet /y/ och motsvarar bokstaven y i det latinska alfabetet, men den bar också ljudvärdet för ö (/œ/) och stundom v (/v/), det senare delat med ᚡ [stungen fyr]. Under samma skede bars ljudvärdet /y/ även synonymt av runan ᛦ [yr] men då främst i västnordiskan, eftersom dess tidigare ljudvärde /ʀ/ hade utvecklats till ett konventionellt /r/ och därmed var en dubblett av ᚱ (råder). I det följande medeltida runalfabetet täcktes även ljudvärdet /œ/ av en egen runa, en omvänd ᚯ [oss].
Även en [dubbelstungen ur] fanns, vilken bar ljudvärdet /å/.

## Unicode
| Unicode | ᚢ U+16A2               | ᚣ U+16A3         | ᚤ U+16A4         |
| HTML    | &#5794; &#x16A2;       | &#5795; &#x16A3; | &#5796; &#x16A4; |
| Namn    | Runic Letter Uruz Ur U | Runic Letter Yr  | Runic Letter Y   |
| Runa    | [ur]                   | [yr]             | [stungen ur]     |